# Eckart Hahn

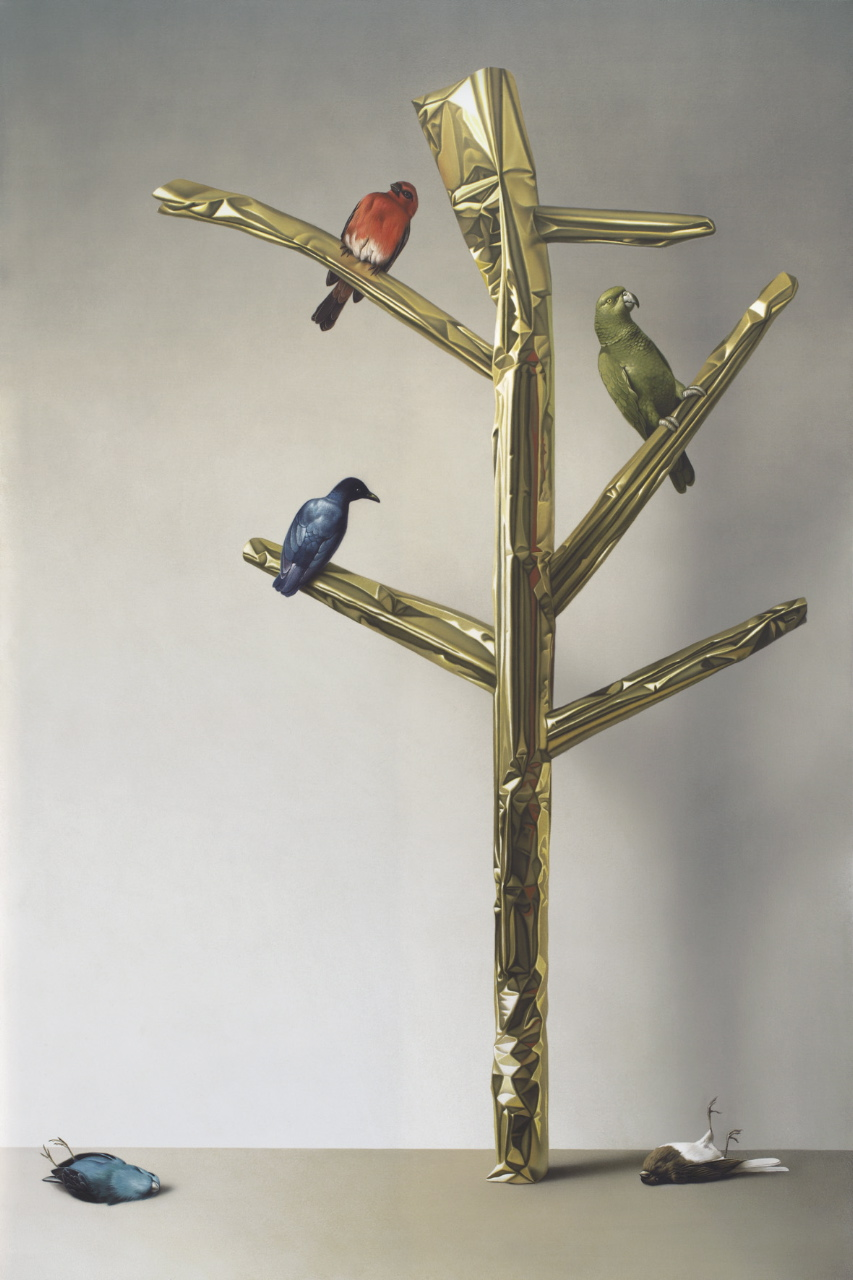
Eckart Hahn, Golden Tree, 2013, Acryl auf Leinwand, 180 × 120 cm

Eckart Hahn (* 1971 in Freiburg im Breisgau) ist ein deutscher Maler.

## Leben
Eckart Hahn besuchte 1990–91 ein Grundbildungsjahr in Fotografie. Anschließend studierte er von 1991 bis 1993 Kunstgeschichte an der Eberhard Karls Universität Tübingen und Grafikdesign an der Johannes-Gutenberg-Schule Stuttgart. Er lebt und arbeitet in Reutlingen.

## Werk
Hahns surrealistisch wirkende Bilder, die wie dreidimensionale Collagen aus fotorealistisch gemalten Alltagsgegenständen erscheinen, sind von altmeisterlicher Perfektion. Eine virtuose Lasurtechnik verleiht den dargestellten Objekten einen metallischen Glanz. Die verfremdeten, aus ihrem vertrauten Zusammenhang genommenen und zu Collagen gefügten Objekte, werden zentralperspektivisch präsentiert. Erzeugt werden auf diese Weise Illusionen, die an Traumbilder oder Halluzinationen erinnern.

## Einzelausstellungen (Auswahl)
- 2007 Einblicke, Galerie der Stadt Klagenfurt, Österreich
- 2008 Autre Monde, Galerie Rothamel, Frankfurt
- 2009 Kammerspiel. Galerie Rothamel, Frankfurt (Katalog)
- 2009 Intimate Play, Wagner + Partner, Berlin
- 2010 Zoo, Pablo’s Birthday, New York
- 2010 Grat, Kunstverein Reutlingen
- 2010 Zwischenwelt, Galerie Rothamel, Erfurt
- 2011 Der schwarze Duft der Schönheit, Kunstmuseum Heidenheim; Kunstpalais Stadt Erlangen
- 2011 Mythos incorporated, Wagner + Partner, Berlin
- 2012 Ancient Light, Gallery Pablo´s Birthday, New York
- 2012 Der schwarze Duft der Schönheit, Städtisches Kunstmuseum Singen
- 2013 Asphodeliengrund, Wagner + Partner, Berlin
- 2013 Still Painting, Kunstverein Mannheim
- 2014 Carte Noire, Galerie Rothamel Erfurt
- 2014 Flood, Pablos Birthday, New York
- 2015 Myzel, Wagner + Partner, Berlin
- 2016 ‘Clay Crystal Colour‘, Aeroplastics Brüssel
- 2017 Limbus, Wagner + Partner, Berlin
- 2025/26 Eckart Hahn. Papiertiger, Museum Villa Zanders, Bergisch Gladbach

## Ausstellungsbeteiligungen (Auswahl)
- 2003 Preis der Darmstädter Sezession, Institut Mathildenhöhe, Darmstadt (Katalog)
- 2004 Active duty, Studio 84, New York
- 2004 Bocca delle veritá, internationale Gruppenausstellung, Kunstverein Bad Salzdetfurth (Katalog)
- 2006 Lend me your ear, Kunstverein Bad Salzdetfurth (Katalog)
- 2007 Zehn Positionen – Installation im öffentlichen Raum, mit Olaf Nicolai. Stadt Eppingen (Katalog)
- 2008 Wildwechsel, Spendhausmuseum Reutlingen in Zusammenarbeit mit dem Kunstverein Reutlingen
- 2008 Einen Augenblick bitte... International Group Show, Kunstverein Bad Salzdetfurth (Katalog)
- 2009 Visite, Kunstverein Speyer
- 2009 Broken Vision, Aspekte des Realismus, Kunstverein Mannheim (Katalog)
- 2009 Drawings, Pablo’s Birthday Gallery New York
- 2010 Blütezeit, Galerie Rothamel, Erfurt
- 2011 Bildvertrauen, Studio Jaeschke, Kunstmuseum Bochum
- 2012 Städtisches Kunstmuseum Singen
- 2012 GOD + Co, Galerie Rothamel, Frankfurt
- 2013 Dollhouse, Galerie Rothamel, Erfurt
- 2013 Salon Sandy, Pablo´s Birthday, New York
- 2013 Still Painting, Mannheimer Kunstverein (Katalog)
- 2013 Hair!, Ludwiggalerie-Schloss Oberhausen (Katalog)
- 2013 Salon der Gegenwart, Hamburg (Katalog)
- 2014 Die halluzinierte Welt, Malerei am Rand der Wirklichkeit, Haus am Lützowplatz, Berlin
- 2014 And the Trees Set Forth to Seek for king, Museum on the Seam, Jerusalem, Israel
- 2014 Globalized Painting, Galerie Rothamel, Frankfurt
- 2015 Dark Ages, Aeroplastics, Brüssel
- 2016 The Great Leap, Galerie Rothamel, Erfurt
- 2016 Körper*Selbst, WAGNER + PARTNER
- 2017 Der Kampf, Galerie Rothamel, Frankfurt
- 2018: DIE GESTE Meisterwerke aus der Sammlung Peter und Irene Ludwig, Ludwig Galerie Schloss Oberhausen
- 2019 POSTCARD RELOADED, Europäischer Kunstverein im Kunstraum Potsdam c/o Waschhaus
- 2020 das zweite ich, Galerie Renate Kammer, Hamburg
- 2021 Ganz anders gleich, Kunst aus Deutschland und Österreich, Galerie Crone Berlin Wien
- 2021 May Not the Soul Be as Balloons – Curated by Poetry Machine, Galerie Crone Wien

## Auszeichnungen
- 2003 nominiert für den Preis der Darmstädter Sezession, Institut Mathildenhöhe, Darmstadt
- 2005 Förderpreis des Verbandes Bildender Künstler Württemberg

## Sammlungen
- Sammlung Württembergische Hypo
- Sammlung Sparkasse Münster
- Kunstsammlung Regierungspräsidium Stuttgart
- Sammlung Städtische Galerie Ostfildern
- Kunstmuseum Reutlingen
- Sammlung Industrie und Handelskammer Reutlingen
- Kunstsammlung Landkreis Reutlingen
- Kunstsammlung der Stadt Eppingen
- Sammlung Halke, Überlingen
- Sammlung Jeff Rosa, New York
- Sammlung Jaeschke, Bochum
- Sammlung Chehebar, Miami
- Sammlung Katharina Sulke, Wien
- Sammlung Mühling, Hardheim
- Ministerium für Wissenschaft, Forschung und Kunst Baden-Württemberg
- Museum am Dom (Würzburg)
- SPREEGOLD-COLLECTION, Berlin